# Felix Tacke
Felix Tacke (* 22. Februar 1985) ist ein deutscher Romanist.

## Leben
Nach dem Studium (2005–2010) des Fachs Romanische Philologie (Spanisch, Französisch) an der Ruhr-Universität Bochum und der Universität Marne-La-Vallée war er von 2010 bis 2021 	Wissenschaftlicher Mitarbeiter am Lehrstuhl für Romanische Sprachwissenschaft (Franz Lebsanft). Nach der Promotion 2015 im Fach Romanische Philologie an der Universität Bonn und der Habilitation 2021 im Fach Romanische Philologie (Venia Legendi) in Bonn ist er seit 2022 W2-Professor für Sprachwissenschaft des Spanischen (Iberoromanistik) an der Philipps-Universität Marburg.
Seine Forschungsinteressen sind kognitive Linguistik, Semantik und Konstruktionsgrammatik; Pragmatik; synchronische und historische Syntax; Sprachkultur und Sprachpflege, Sprachnormierung, normativer Diskurs, Ideologieforschung und romanische Minderheitensprachen, Sprachpolitik und Sprachplanung, Sprachenschutz.